# Matej Sabanov
Matej Sabanov (Subotica, Serbia; 25 de junio de 1992) es un tenista profesional croata de origen serbio.
Sabanov alcanzó el puesto 72 en el ranking ATP de dobles el 18 de abril de 2022; mientras que en individuales llegó al puesto 640 en el 20 de octubre de 2014.
Sabanov hizo su debut en el cuadro principal de la ATP en el Torneo de Umag 2018 en el cuadro de dobles junto a su hermano gemelo Ivan.
En 2021, dejó de representar a Croacia para representar a Serbia.

## Títulos ATP (1; 0+1)

### Dobles (1)
| Leyenda                         |
| Grand Slam (0)                  |
| ATP World Tour Finals (0)       |
| ATP World Tour Masters 1000 (0) |
| ATP World Tour 500 (0)          |
| ATP World Tour 250 (1)          |

| N.º | Fecha               | Torneo     | Superficie    | Pareja       | Oponentes en la final       | Resultado   |
| --- | ------------------- | ---------- | ------------- | ------------ | --------------------------- | ----------- |
| 1.  | 24 de abril de 2021 | Belgrado I | Tierra batida | Ivan Sabanov | Ariel Behar Gonzalo Escobar | 6-3, 7-6(5) |

#### Finalista (1)
| N.º | Fecha              | Torneo  | Superficie    | Pareja       | Oponentes en la final     | Resultado |
| --- | ------------------ | ------- | ------------- | ------------ | ------------------------- | --------- |
| 1.  | 9 de abril de 2022 | Houston | Tierra batida | Ivan Sabanov | Matthew Ebden Max Purcell | 3-6, 3-6  |

## Títulos ATP Challenger

### Dobles (5)
| N.° | Fecha                | Torneo        | Superficie    | Pareja        | Oponentes en la final                | Resultado         |
| --- | -------------------- | ------------- | ------------- | ------------- | ------------------------------------ | ----------------- |
| 1.  | 20 de julio de 2019  | San Benedetto | Tierra batida | Ivan Sabanov  | Sergio Galdós Juan Pablo Varillas    | 6-4, 4-6, [10-5]  |
| 2.  | 21 de agosto de 2021 | Lüdenscheid   | Tierra batida | Ivan Sabanov  | Denys Molchanov Aleksandr Nedovyesov | 6-4, 2-6, [12-10] |
| 3.  | 4 de marzo de 2023   | Waco          | Dura          | Ivan Sabanov  | Evan King Mitchell Krueger           | 6-1, 3-6, [12-10] |
| 4.  | 17 de agosto de 2024 | Todi          | Tierra batida | Ivan Sabanov  | Filip Bergevi Mick Veldheer          | 6-4, 7-6(3)       |
| 5.  | 18 de enero de 2025  | Oeiras        | Dura (i)      | Mili Poljičak | Íñigo Cervantes Mick Veldheer        | 6-0, 6-1          |